# La Cereda
La Cereda es una entidad de población española, hoy día despoblada, del municipio de Santa María de la Alameda, perteneciente a la Comunidad de Madrid.

## Historia
Hacia mediados del siglo XIX, La Cereda era referida como un barrio ya por entonces perteneciente al municipio de Santa María de la Alameda. Aparece descrito en el sexto volumen del Diccionario geográfico-estadístico-histórico de España y sus posesiones de Ultramar de Pascual Madoz con las siguientes palabras:

CEREDA: barr. en la prov. de Madrid (9 leg.), part. jud. de San Martin de Valdeiglesias (7), es uno de los que componen la v. de Alameda (Sta. Maria de la), en cuyo pueblo estan incluidas las circunstancias de localidad, pobl. y riqueza (V.)
(Madoz, 1847, p. 327)

En 2024, la entidad singular de población de La Cereda tenía empadronados 0 habitantes.